# La nuit du déluge
La nuit du déluge é um filme de drama canadense, dirigido por Bernar Hébert e lançado em 1996. Experiência de integração de dança e encenação teatral ao cinema, o filme conta a história de uma criança nascida em uma terra alagada; sua mãe (Geneviève Rochette) foi a única sobrevivente da enchente após flutuar em segurança em uma jangada construída pelo falecido pai da criança (Jacques Godin) e sendo cuidada por um anjo da guarda (Julie McClemens). O filme também tem como destaque a trupe de dança O Vertigo, apresentando danças coreografadas por Ginette Laurin.
O filme estreou em 1996 no Festival Internacional de Cinema de Montreal.
O filme recebeu quatro indicações ao Genie Awards no 18º Genie Awards em 1997, de Melhor Cinematografia (Serge Ladouceur), Melhor Direção de Arte/Design de Produção (Serge Bureau), Melhor Figurino (Yveline Bonjean e Liz Vandal) e Melhor Trilha Sonora Original (Serge LaForest e Gaëtan Gravel).